# Perreux (Loira)
Perreux és un municipi francès situat al departament del Loira i a la regió d'Alvèrnia-Roine-Alps. L'any 2007 tenia 2.163 habitants.

## Demografia

### Població
El 2007 la població de fet de Perreux era de 2.163 persones. Hi havia 760 famílies de les quals 156 eren unipersonals (52 homes vivint sols i 104 dones vivint soles), 288 parelles sense fills, 292 parelles amb fills i 24 famílies monoparentals amb fills.
La població ha evolucionat segons el següent gràfic:
Habitants censats

### Habitatges
El 2007 hi havia 854 habitatges, 780 eren l'habitatge principal de la família, 33 eren segones residències i 41 estaven desocupats. 803 eren cases i 51 eren apartaments. Dels 780 habitatges principals, 616 estaven ocupats pels seus propietaris, 129 estaven llogats i ocupats pels llogaters i 35 estaven cedits a títol gratuït; 2 tenien una cambra, 20 en tenien dues, 89 en tenien tres, 228 en tenien quatre i 441 en tenien cinc o més. 633 habitatges disposaven pel capbaix d'una plaça de pàrquing. A 276 habitatges hi havia un automòbil i a 456 n'hi havia dos o més.

### Piràmide de població
La piràmide de població per edats i sexe el 2009 era:
| Homes | Edats   | Dones |
| ----- | ------- | ----- |
| 0     | 95 o +  | 7     |
| 7     | 90 a 94 | 13    |
| 10    | 85 a 89 | 29    |
| 16    | 80 a 84 | 16    |
| 22    | 75 a 79 | 33    |
| 32    | 70 a 74 | 23    |
| 36    | 65 a 69 | 49    |
| 86    | 60 a 64 | 64    |
| 63    | 55 a 59 | 58    |
| 62    | 50 a 54 | 62    |
| 68    | 45 a 49 | 78    |
| 85    | 40 a 44 | 65    |
| 95    | 35 a 39 | 71    |
| 57    | 30 a 34 | 75    |
| 61    | 25 a 29 | 56    |
| 38    | 20 a 24 | 31    |
| 92    | 15 a 19 | 58    |
| 61    | 10 a 14 | 87    |
| 84    | 5 a 9   | 72    |
| 62    | 0 a 4   | 41    |

## Economia
El 2007 la població en edat de treballar era de 1.365 persones, 976 eren actives i 389 eren inactives. De les 976 persones actives 920 estaven ocupades (520 homes i 400 dones) i 56 estaven aturades (22 homes i 34 dones). De les 389 persones inactives 146 estaven jubilades, 166 estaven estudiant i 77 estaven classificades com a «altres inactius».

### Ingressos
El 2009 a Perreux hi havia 790 unitats fiscals que integraven 2.099,5 persones, la mediana anual d'ingressos fiscals per persona era de 18.845 €.

### Activitats econòmiques
Dels 116 establiments que hi havia el 2007, 9 eren d'empreses extractives, 4 d'empreses alimentàries, 5 d'empreses de fabricació d'altres productes industrials, 17 d'empreses de construcció, 40 d'empreses de comerç i reparació d'automòbils, 3 d'empreses de transport, 7 d'empreses d'hostatgeria i restauració, 3 d'empreses d'informació i comunicació, 4 d'empreses financeres, 5 d'empreses immobiliàries, 7 d'empreses de serveis, 4 d'entitats de l'administració pública i 8 d'empreses classificades com a «altres activitats de serveis».
Dels 31 establiments de servei als particulars que hi havia el 2009, 1 era una oficina de correu, 1 funerària, 7 tallers de reparació d'automòbils i de material agrícola, 1 taller d'inspecció tècnica de vehicles, 2 paletes, 4 guixaires pintors, 5 fusteries, 1 electricista, 1 empresa de construcció, 2 perruqueries, 4 restaurants, 1 agència immobiliària i 1 saló de bellesa.
Dels 13 establiments comercials que hi havia el 2009, 1 era un supermercat, 1 una gran superfície de material de bricolatge, 3 fleques, 3 carnisseries, 1 una botiga de roba, 1 una botiga d'equipament de la llar, 1 una botiga de mobles, 1 una botiga de material esportiu i 1 una floristeria.
L'any 2000 a Perreux hi havia 58 explotacions agrícoles que ocupaven un total de 2.924 hectàrees.

## Equipaments sanitaris i escolars
L'únic equipament sanitari que hi havia el 2009 era una farmàcia.
El 2009 hi havia 2 escoles elementals.

## Poblacions més properes
El següent diagrama mostra les poblacions més properes.